# Cerkiew Wszystkich Świętych w Kiszyniowie

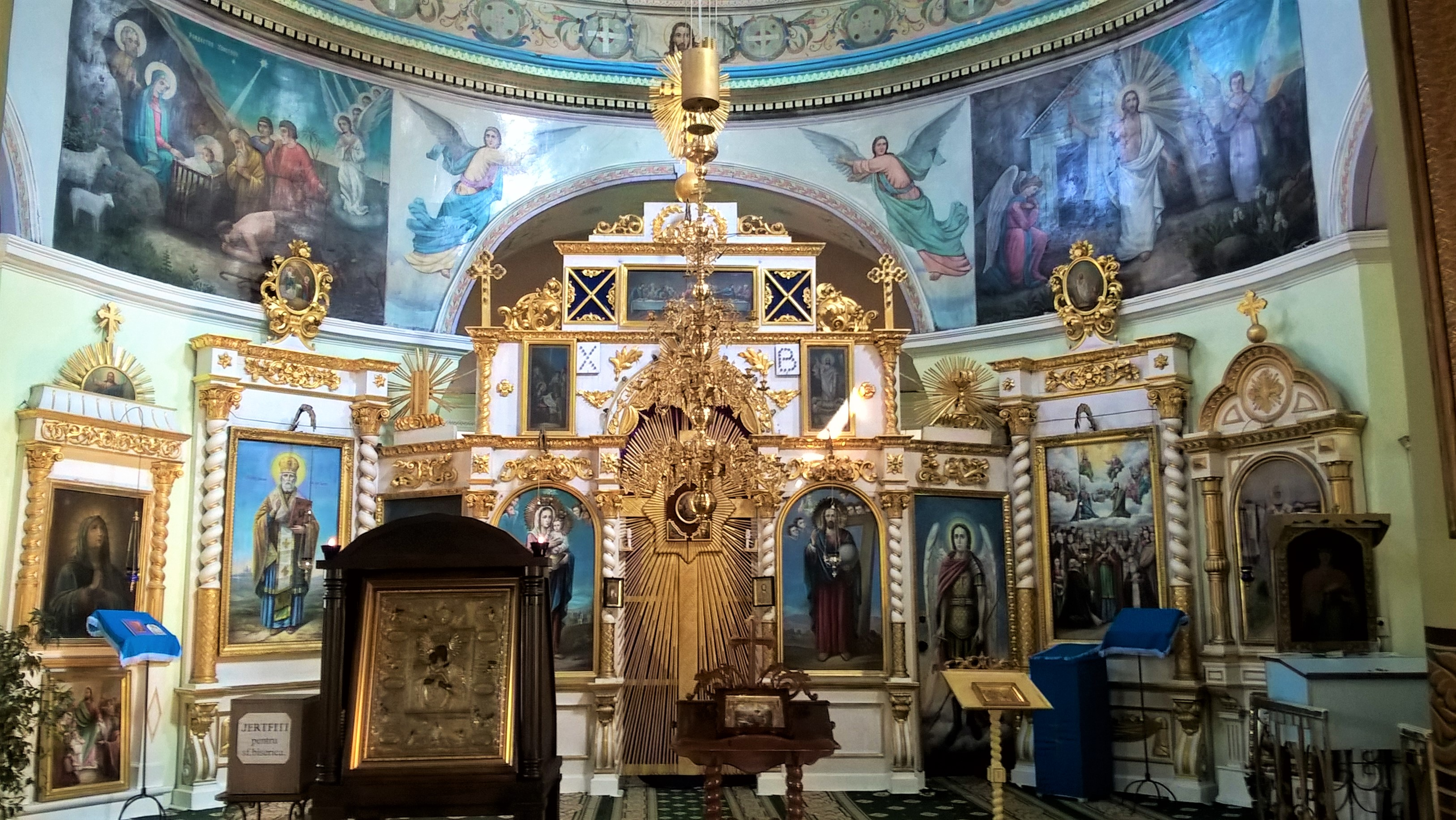
Wnętrze cerkwi z ikonostasem i kopią Poczajowskiej Ikony Matki Bożej

Cerkiew Wszystkich Świętych (rum. Biserica Duminica Tuturor Sfinților din Chișinău) – prawosławna cerkiew parafialna w Kiszyniowie, w jurysdykcji eparchii kiszyniowskiej Mołdawskiego Kościoła Prawosławnego.

## Historia
W 1818 z inicjatywy Eleny Matasariţy, według projektu wybranego przez metropolitę kiszyniowskiego, Gabriela, na cmentarzu w Kiszyniowie rozpoczęto budowę kaplicy pod wezwaniem św. Mikołaja, przeznaczonej do nabożeństw pogrzebowych i w intencji zmarłych. Metropolita osobiście zaangażował się w budowę obiektu, jednak po jego śmierci prace ustały. Kolejny biskup kiszyniowski Dymitr, przekonawszy się, że fundatorka nie dysponuje środkami niezbędnymi do sfinansowania całej inwestycji, sam przejął nadzór nad budową. Ostatecznie dzięki pomocy finansowej hr. Michaiła Woroncowa w 1827 udało się ukończyć wznoszenie obiektu. Wcześniej, w 1822, zdecydowano o nadaniu świątyni wezwania Wszystkich Świętych zamiast początkowo planowanego. W 1863 cerkiew przemianowano na świątynię parafialną i w związku z tym rozbudowano. Według innego autora nastąpiło to dopiero w 1880. 
Świątynia jest jedną z tych nielicznych cerkwi prawosławnych w Kiszyniowie, które w okresie radzieckim nigdy nie zostały zamknięte i zaadaptowane na cele świeckie. W 2009 rozpoczęto jej remont. 
Cerkiew jest wpisana do rejestru zabytków Mołdawii. Szczególnym kultem w budynku otaczana jest kopia Poczajowskiej Ikony Matki Bożej.

## Architektura
Cerkiew została zbudowana w stylu klasycystycznym. Budynek sakralny początkowo miał formę rotundy otoczonej portykiem z kolumnami doryckimi i zwieńczonej kopułą umieszczoną na wysokim bębnie. W 1863 obiekt rozbudowano o obszerny przedsionek i dzwonnicę; pierwotnie dzwony świątyni zawieszone były na dwóch słupach przed budynkiem. W podziemiach obiektu znajduje się obszerna krypta grobowa. Według niektórych źródeł autorem projektu dzwonnicy cerkiewnej był Aleksandr Bernardazzi.

## Związani z cerkwią
Proboszczem miejscowej parafii był w latach 40. XX wieku ks. Władimir Polakow, późniejszy arcybiskup kiszyniowski Benedykt.